# Ciudad Orinoco (Anzoátegui)
Ciudad Orinoco (anteriormente denominada Soledad) es una ciudad venezolana en desarrollo, ubicada en el Estado Anzoátegui. Su anterior nombre, hacía alusión a la Virgen de la Soledad, patrona de la localidad. La ciudad está ubicada al sur del estado, en pleno corazón de la Faja Petrolífera del Orinoco (reserva de petróleo más grande del mundo). Es la capital del Municipio Independencia, siendo una de las localidades más antiguas del estado, cercana a los 400 años. Esta población depende del sector pesquero, ganadero, agrícola, petrolero y maderero.
Debido a su cercanía con Ciudad Bolívar, capital del estado Bolívar, ambas localidades están estrechamente vinculadas respecto a su actividad económica, social y comercial. El Puente Angostura, que pasa sobre el río Orinoco, es la conexión entre los estados Anzoátegui y Bolívar.

## Fundación e historia
Existen dos versiones:
1- Nació el 15 de agosto de 1619, en un lugar denominado hasta hoy El Paso, en los terrenos que se conocen como La Peñita, con el nombre de La Villa del Rosario de Nuestra Señora de la Soledad de Angostura. Es posible que llevara este nombre al final, debido a la quema de la Ciudad de Angostura por parte del Inglés Lawrence Kemys, quién formaba parte de la expedición de Walter Raleigh. El 5 de septiembre de 1811, se realizó La Batalla de Soledad en la sabana que hoy ocupan las urbanizaciones Las Malvinas y La Peñita. Esta batalla se perdió por falta de apoyo a la población, pero los patriotas lograron impedir que los realistas se abastecieran de vituallas.
2- El origen de Soledad, según tejen y cotejan las más variadas versiones, se descifra en la fecha en que se celebra entre los orinoquenses su nacimiento: El 28 de enero de 1618. Esta fecha coincide con el incendio por parte del capitán Lawrence Kemys, de Santo Tomás de Guayana, en su segunda ubicación, siguiendo órdenes del pirata inglés Sir Walter Raleigh, lo cual permite suponer que luego de incendiar la ciudad, los pobladores la abandonan y se refugian en un lugar protegido aguas arriba, en la margen norte de la angostura del río. Este poblado fue fundado hacia la mitad del siglo XIX por indios Arawacos y Caribes para formalizar una comunidad. En principio tenía 250 personas, pero con el tiempo fue creciendo hasta que hoy en día hay más de 23.000 habitantes.

## Renombramiento: Ciudad Orinoco
El 24 de julio del 2022, se realizó una Consulta Popular ejecutada por el Consejo Nacional Electoral (CNE) a los habitantes con el fin de renombrar la Capital del  Municipio Independencia como Ciudad Orinoco, dando como resultados:
| Votos Válidos | Votos Nulos | Opción SI | Opción NO | Abstención | Participación |
| ------------- | ----------- | --------- | --------- | ---------- | ------------- |
| 7.362         | 160         | 6.464     | 898       | 81.98%     | 18,02%        |

El 29 de julio del 2022, el Concejo Municipal realizó una Sesión Extraordinaria con la participación del Poder Popular, con el objetivo de discutir y aprobar de manera unánime la medida resolutiva del cambio de nombre de la Capital del  Municipio Independencia. Posteriormente el Consejo Legislativo Estadal realizó lo pertinente para modificar la Ley Político Territorial del estado Anzoátegui, con lo cual selló y refrendó el proceso de forma definitiva.

## Actividades
En su mayoría los habitantes de Ciudad Orinoco se dedican al trabajo de la pesca, ganadería, agricultura, comercio y transporte. Este poblado forma parte de los Campos Ayacucho y Carabobo de la Faja Petrolífera del Orinoco, principal reserva de petróleo pesado y extrapesado del mundo. 

## Comunicación
Esta ciudad se comunica por el Norte con las ciudades de El Tigre, Cantaura, Anaco y Barcelona, y por el Sur con el Estado Bolívar (vía terrestre y fluvial). Sus carreteras están en buenas condiciones. La comunicación fluvial permite que barcos, barcas y canoas, puedan adentrarse hacia otros pueblos que se encuentran al margen del río Orinoco.

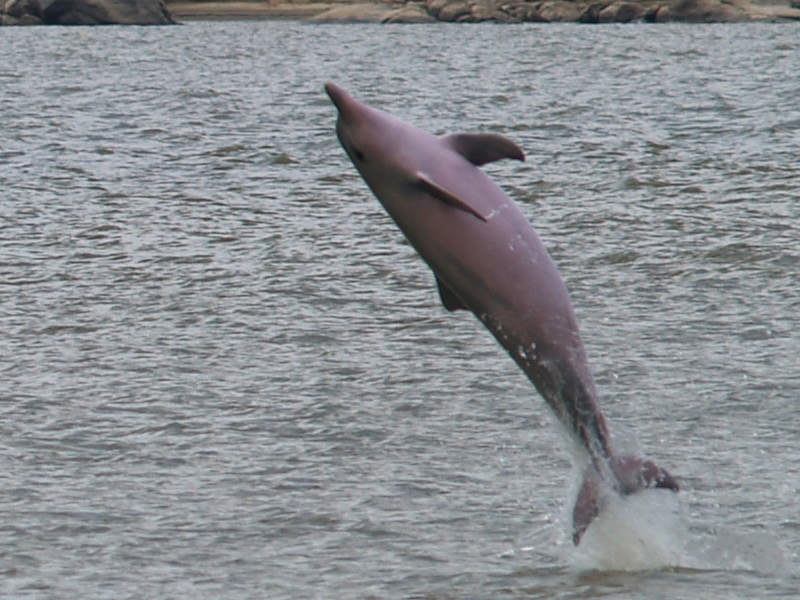
Delfín del Orinoco, parte de la fauna de esta región.

## Fauna
El río Orinoco y sus afluentes albergan una gran variedad de especies acuáticas, entre las que destaca el delfín del Orinoco, que puede observarse a orillas del río, especialmente durante la época de aguas bajas. También habitan numerosas especies de peces, como el coporo, la curbinata, el dorado, el lau-lau, el morocoto, la palometa y la sapoara, siendo esta última la más emblemática en las zonas ribereñas del Orinoco.
La sapoara es considerada por los especialistas como el pez más característico y representativo de la región. Su pesca se realiza principalmente frente al muelle donde arriban las embarcaciones que conectan a los habitantes de Ciudad Bolívar y Ciudad Orinoco. Este pescado es muy apreciado en la gastronomía local y se prepara de diversas formas: en sancocho, frito, relleno o asado.